# Bente Kvitland
Bente Kvitland, née le 23 juin 1974, est une footballeuse norvégienne, jouant au poste de défenseur.

## Biographie
Elle compte 37 sélections en équipe de Norvège de football féminin de 1999 à 2002, marquant 1 but. Elle participe aux Jeux olympiques d'été de 2000, remportés par les Norvégiennes et au Championnat d'Europe de football féminin 2001 (demi-finaliste).